# Gasthof Torstuben

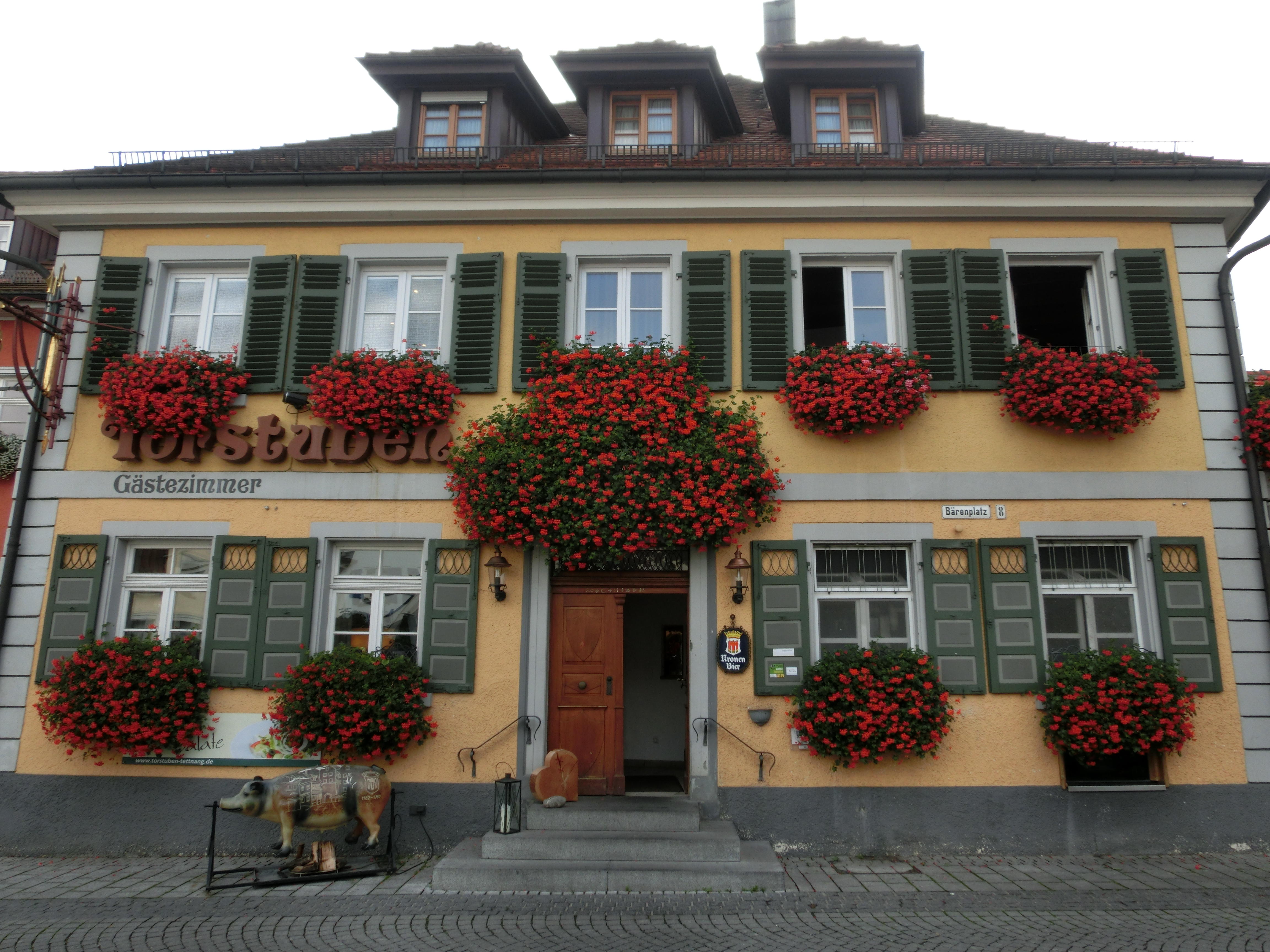
Gasthof „Torstuben in Tettnang“

Der Gasthof Torstuben ist ein unter Denkmalschutz stehendes Kulturdenkmal der baden-württembergischen Stadt Tettnang im Bodenseekreis in Deutschland.

## Architektur
Das Gasthaus ist ein zweigeschossiger, massiver Bau mit Vollwalmdach, Mitteleingang, umlaufenden Stockwerkgesims und Eckquaderungen. Das ursprünglich an dieser Stelle befindliche ‚Haus am Tor‘ wurde 1829 abgerissen.

## Baugeschichte
Vermutlich entstand das erste Gebäude an dieser Stelle erst um 1700, als eine starke Bevölkerungszunahme Tettnangs neue Wohnhäuser außerhalb der ehemaligen Befestigungsanlage nötig machte. Erster bekannter Bewohner war in der ersten Hälfte des 18. Jahrhunderts der Metzger Anton Büchelmayer. Dessen Witwe verkaufte das „Haus zwischen der Brugg und dem Fußweg“ im Jahr 1757 um 500 Gulden an den Hofbeck Anton Bonenberger. Der Sohn des Hofbecks, Josef Bonenberger, heiratete 1786 die Vorarlbergerin Maria Anna Klara Zehender. Zehn Jahre später war sie Witwe, heiratete jedoch noch im selben Jahr den Bäcker Gabriel Spanninger aus Mochenwangen. Dessen Tochter, Antonia, vermählte sich 1829 mit dem aus Isny stammenden Arzt Dr. Franz Anton Halder, der das „Haus am Tor“ abreißen und den heutigen Bau errichten ließ. Kurze Zeit später übernahm er die Apotheke des verstorbenen Karl von Leo und verlegte sie 1841 aus der Montfortstraße in den Neubau. Das neue „Haus am Tor“ wurde 1862 durch seine Kinder an den Kaufmann Josef Müller veräußert; sechs Jahre später ging das Geschäft, zu dem auch eine Wachszieherei gehörte, an den Kaufmann Karl Hohloch über. 1907 wurde das Haus von dessen Witwe an den Kaufmann und Drogisten Alois Locher verkauft, seine Tochter Martha übernahm das Geschäft, das nach ihrem Tod an den Drogisten Jost Wünsche verpachtet wurde. 1974 kam das Haus in den Besitz der Familie Schühle, Anton und Gertrud Schühle eröffneten im Juni 1977 die „Torstuben“.